# Последние танки в Париже
«После́дние Та́нки В Пари́же» (П. Т. В. П.) — панк-рок-группа из Выборга, Ленинградская область, Россия. Коллектив был основан в 1996 году Эдуардом Старковым и Алексеем Никоновым, чаще упоминаемым как Лёха Никонов.

## Название группы
Первоначально группа была названа «Последнее танго в Париже» по одноимённому фильму (режиссёр: Бернардо Бертолуччи), позже Эдуард «Рэдт» Старков, записывая группу на выступление в клубе «TaMtAm», предложил переименовать её в «Последние танки в Париже», на что Лёха Никонов согласился. «Танки» в названии — форма множественного числа слова «танка»:
Танки — не орудие убийства, а японские стихи. Хотя во множественном числе так, наверное, нельзя говорить. Слово «танки» — означает одну виршу.
Цитата из одного интервью с Лёхой Никоновым:
— Почему «ПТВП»?

— Знаешь фильм Бертолуччи «Последнее танго в Париже»? Этот фильм раскрывает историю постмодернизма. После революции начинался постмодернизм. А сейчас он закрыт, в 90-х годах. Нет его. Танки — это как бы расстрел постмодернистской реальности.

— Так сложно?

— Или другая версия: «ПТВП» может переводиться по-разному — например, «ПроТиВоПоказан» или термоэлектродные компенсационные провода ПТВП. Это не принципиально.

## Биография группы
Группа образовалась в Выборге — городе, расположенном неподалёку от границы Финляндии и России. Первые концертные выступления коллектива прошли в клубе TaMtAm. Дебютный промоальбом, записанный в 1996-м году, получил имя «Olkaa Hyva». Сам Никонов охарактеризовал его как «смесь раннего Joy Division, Sonic Youth и Химеры». Именно на этой пластинке впервые были записаны такие легендарные вещи, как «Глаза ментов», «Пулю буржую» и «Собаки в глазах».
К записи первого большого альбома «Девственность» ПТВП приступают в 1998 году, потеряв барабанщика Эдуарда Старкова, покончившего жизнь самоубийством, и «подсевшего» на тяжёлые наркотики гитариста Бенихаева — вместо него во время записи на гитаре играл сам Никонов.
В следующем году уже с новым гитаристом ПТВП пишут диск «ПОРНОмания», который выходит на сплит-кассете с группой «Напрасная Юность», а в 2001-м на студии Андрея Тропилло пишется альбом «ГексАген».
В 2003 году группа выступает на рок-фестивале «Окна открой − 2003». В конце того же года ПТВП приступает к записи нового студийного альбома с рабочим названием «Буря В Стакане Травы». Приходит новый гитарист — Дмитрий Чирков («Арттестер», «Уроки Поцелуев»).
Новый альбом выходит 11 ноября 2004 года под названием «2084». В следующем году на церемонии вручения премий музыкального журнала «FUZZ» альбом получает приз «Альбом года».
В январе 2005 ПТВП ограниченным тиражом выпускают концертник «2085», а летом едут во Францию, где дают несколько концертов в Париже.
В апреле 2006 альбом «2085» выходит на лейбле «Капкан Records».
В феврале 2007 года выходит первый в истории группы DVD «Права человека», выход которого долгое время откладывался по техническим причинам и ввиду болезни Никонова. Это живое выступление группы, заснятое 2 мая 2006 года в питерском клубе «Орландина».
В 2007 вышел альбом «Свобода слова». В пластинку вошла песня «Вам!» на одноимённое стихотворение Владимира Маяковского.
В 2008 вышел альбом «Зеркало», который был записан за одну ночь.
В 2009 вышел EP «Репортаж с петлёй на шее». Одноимённая заглавная композиция пластинки является кавер-версией на песню группы «Химера», «Поэма влюблённых цистерн».
В 2010 вышел альбом «Порядок вещей».
25 октября 2012 года группой выложен в интернете для свободного скачивания альбом «Ультиматум».
В 2018 году репэр ДеЦл представил сборник Acoustic, записанный совместно с музыкантыми группы «Animal ДжаZ» при участии группы «Последние танки в Париже», DJ Worm и Bender.
Помимо своих песен, группа ПТВП также записывает и исполняет на своих концертах несколько песен группы Химера, сыгравшей основополагающую роль в жизни Лёхи Никонова; среди песен «Химеры», исполненных ПТВП — «Льды» («Нечистая сила»), «Сиду Вишезу», «Фикусы», «Пётр», «Зимний синдром», «Вороны», «Ай-лю-ли» и другие. Также группа активно сотрудничает с виолончелистом «Химеры», Павлом Лабутиным.

## Состав группы

### На данный момент
- Алексей Никонов — вокал, гитара
- Артур Матур — гитара
- Егор Недвига — бас-гитара, бэк-вокал
- Денис Антонов — ударные, семплы

### Бывшие члены группы
- Николай Бенихаев — гитара (1996—1998)
- Григорий Ухов — бас-гитара, баян, труба, перкуссия (1996—1997)
- Эдуард «Рэдт» Старков — ударные, прочие инструменты (1996—1997)
- Сергей «Вельмита» Вельмискин — ударные (1997—2001)
- Максим Киселёв — гитара, бэк-вокал (1999—2003)
- Дмитрий Чирков — гитара (2004—2006)
- Антон «Бендер» Докучаев — гитара (2006—2022)
- Дмитрий Малинкин — гитара (2022—2024)

## Дискография

### Студийные альбомы
- 1998 — «Девственность»
- 1999 — «Порномания»
- 2001 — «Гексаген»
- 2004 — «2084»
- 2007 — «Свобода слова»
- 2008 — «Зеркало»
- 2009 — «Репортаж с петлёй на шее»
- 2010 — «Порядок вещей»
- 2012 — «Ультиматум»
- 2014 — «Ключи от всех дверей»
- 2016 — «Реакция»

### Концертные альбомы
- 1998 — «Кировский», он же «Дачный», он же «Ласковый Муй» (акустика)
- 2002 — «Девствительность»
- 2002 — «Может быть Хуже» (Концерт в клубе «Молоко» 10-06-2002)
- 2003 — «Кровь и Сперма» (Концерт в клубе «Орландина»)
- 2003 — «Концерт в клубе Точка» (Москва)
- 2004 — «2085» (Концерт в «Red Club» 11-11-2004)
- 2005 — «Live in Red Club 18.09.2005»
- 2005 — «Орландина 31.01.2005» (Лёха Никонов, бутлег, акустика)
- 2005 — «Концерт в Молоке 13.05.05»
- 2006 — «Зелёные поезда» (Лёха Никонов, акустика в Вологде 20-05-2006)
- 2006 — «Квартирник в Москве»
- 2006 — «СмертьФест»
- 2007 — «Права человека»
- 2009 — «Акустика в Грибоедове»
- 2011 — «Электричество в Главклубе»
- 2013 — «Красные цветы. квартирник в Казани»
- 2013 — «ПТВП 15 лет. СПб, Зал ожидания»

### Синглы, демо, сборники
- 1996 — «Собаки в глазах» (Olkaa Hyva)
- 2001 — «Враньёмиксы»
- 2004 — «Евростандарт» (сингл)
- 2005 — «Свобода слова» (Demo)
- 2006 — «Ремиксы» (интернет-проект)
- 2006 — «Ремиксы vol. 2» (интернет-проект)
- 2007 — «Зеркало» (Instrumental Demo)
- 2007 — «Обычный день» (Media EP)
- 2009 — «Репортаж с петлёй на шее» EP
- 2009 — «Ремиксы»
- 2012 — «Л.Н. и Grapefruit! — Стихи и немного шума (bootleg)»
- 2012 — «ПТВП piano cover»
- 2018 — «Последние слова» (сингл)
- 2018 — «Такси» (сингл)
- 2019 — «Смотри на Арлекина» (сингл)
- 2019 — «Руки иллюзий» EP
- 2024 —  «Не оставляя следов» (сингл)
- 2024 — «Давай закроем эту дверь!» (сингл)
- 2025 — «Холодные стены зимы» (сингл)

### Песни не вошедшие в альбомы
- Булками шевели
- Девствительность
- МВД
- Мечта
- Миражи
- Новый бит
- Нацистский лозунг (cover Соломенные Еноты)
- Первый срок (совместно с ДМЦ, кавер на песню Владимира Высоцкого) 2016 г.

### DVD
- 2007 — Права человека (Живое выступление в клубе «Орландина» 02-05-2006)

### Участие в трибьютах, сборниках
- 2004 — «Небо, Земля. Часть 2: Земля», трибьют Борису Гребенщикову, песня «Время Луны»
- 2005 — «Живой Маяковский», песня «Вам!»
- 2005 — «Уездный город № 20 Лет спустя», трибьют Майку Науменко, песня «Гопники»
- 2005 — трибьют группе «Соломенные Еноты», песня «Нацистский Лозунг»
- 2006 — трибьют группе «Химера», песня «Графин» и «Сиду Вишезу»
- 2009 — трибьют группе «Joy Division», песня «Радиоволна»
- 2017 — «Дух противоречия. TRIBUTE TO Вадим Курылёв и Электрические Партизаны», песня «Дух противоречия»
- 2018 — ДеЦл и группа «Animal ДжаZ», сборник Acoustic

### Публикации о группе
- Альтернативные лавры // gzt.ru 29.09.2008
- Панк-опера «Медея. Эпизоды» — Интервью Лёхи Никонова для insidernews.ru
- «Зеркало» панк-рока от «П. Т. В. П.» // a1tv.ru 09.10.08
- Последние танки сыграли последний концерт
- Исповедь вкусившего «Бесполезных Песен»
- Бурлака А. П. П.Т.В.П. // Рок-энциклопедия: Популярная музыка в Ленинграде — Петербурге. 1965—2005. — СПб.: Амфора, 2007. — Т. 3. — С. 108—112. — ISBN 978-5-367-00613-1.
- Сергей Калинин. «Мы знали, что фраза "Горят косяками ночные дворы" станет популярной» // ИА ЯРКУБ : сайт. — 2015. — Апрель. Архивировано 3 октября 2016 года.
- Сергей Калинин. Ставка больше, чем жизнь // ИА «ЯРКУБ» : сайт. — 2016. — Май. Архивировано 7 мая 2016 года.